# Province de Tafilalt
1956–1959
Entités suivantes :
- province de Ksar-es-Souk

La province de Tafilalt est une ancienne subdivision du Maroc.

## Histoire
Créée en 1956 (dahir no 1-56-133 du 13 octobre), elle a disparu en 1959, pour laisser place à la province de Ksar-es-Souk (décret no 1-59-351 du 2 décembre).